# Credo (Penderecki)
Krzysztof Penderecki componeerde zijn Credo gedurende een aantal jaren (1992-1998). Pendercki wilde voor de dirigent Helmuth Rilling een Mis componeren voor het Oregon Bach Festival en voor de Internationale Bachakademie in Stuttgart. De Mis zou een normale indeling krijgen. Penderecki begon met het Benedictus, dat in 1992 opgeleverd werd. Hij wilde toen verder met Sanctus, Agnus Dei en Gloria, waarvan hij schetsen op papier zette. Meer en meer aandacht werd echter opgeslokt door het Credo, dat op een gegeven moment zo kolossaal werd, dat Penderecki de andere delen van de mis verwerkte in het Credo en het daar uiteindelijk bij liet. De compositie is geschreven voor solisten, koor en orkest.

## Delen
I .1.Credo in Unum Deum
II
1. Qui Propter Nos Homines
2. Et Incarnatus Est
III
1. Crucufixus
IV
1. Et Resurrexit Tertia Die
V
1. Et in Spiritum Sanctum
2. Et Vitam Venturi Saeculi
Het werk is in de laat-romantische stijl gecomponeerd.

## Bron en discografie
- Uitgave Hänssler Classics; Oregon Bach Festival koor en orkest, o.l.v. Helmuth Rulling.